# Graf-Wilhelm-Straße 9 (Bregenz)

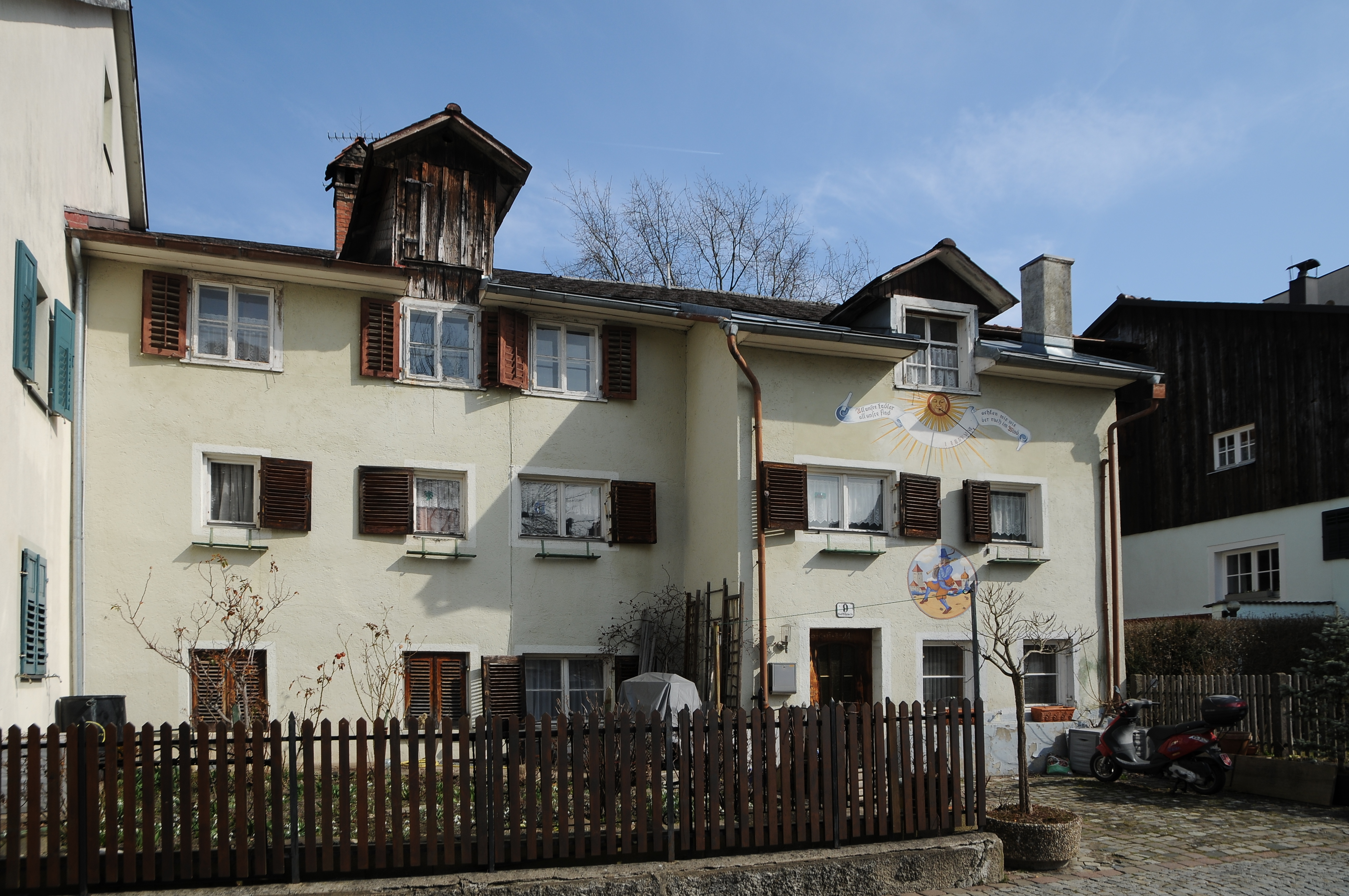
Graf-Wilhelm-Straße 9

Das Haus Graf-Wilhelm-Straße 9 ist ein Wohnhaus in der Oberstadt von Bregenz. Das Bauwerk steht unter Denkmalschutz (Listeneintrag).

## Geschichte
Das ursprüngliche Bauwerk ist in den 2000er Jahren durch einen Neubau im historischen Stil ersetzt worden.

## Architektur
Das Doppelwohnhaus ist an der Rückseite an die Stadtmauer angebaut.